# 독일-소련 추축국 회담

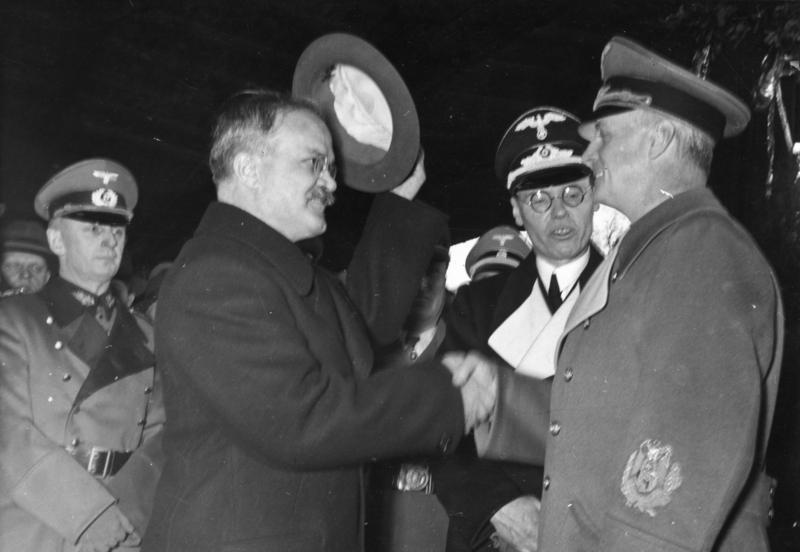
1940년 11월, 베를린에서 소련 외교관 몰로토프를 환영하는 리벤트로프

독일-소련 추축국 회담은 제2차 세계 대전 중 1940년 10월과 11월에 이루어진 소련의 추축국 가입 가능성 및 기타 합의에 관한 회담이었다. 독일-소련 불가침조약 직후에 이루어진 이 협상에는 베를린에서 열린 소련 외무장관 뱌체슬라프 몰로토프, 아돌프 히틀러, 독일 외무장관 요아힘 폰 리벤트로프 간의 이틀간의 회의가 포함되었다. 리벤트로프와 독일 외무부의 대부분은 소련과의 동맹을 원했지만, 독일 지도층 대부분의 지지를 받은 히틀러는 소련을 침공할 계획을 세웠다. 1940년 6월 초 프랑스 공방전이 아직 진행 중일 때 히틀러는 게오르그 폰 소덴슈테른 중장에게 연합군에 대한 승리로 "마침내 나의 중요한 과제, 즉 볼셰비즘과의 대결을 수행할 자유가 생겼다"고 말했다고 전해진다. 그럼에도 불구하고 소련과의 동맹을 희망한 리벤트로프는 외교 교섭을 허가하도록 히틀러를 설득했다.  리벤트로프의 전반적인 외교 정책 접근 방식은 히틀러와 달랐다. 그는 소련과의 동맹을 선호했지만 히틀러는 영국에 동맹을 맺도록 압력을 가하고 동쪽에서 레벤스라움을 추진하기를 원했다.
1940년 11월 12일부터 14일까지의 협상 끝에 리벤트로프는 몰로토프에게 추축국 4개국(독일, 이탈리아, 일본, 소련)의 영향권역을 정의한 추축국 조약 협정의 초안을 서면으로 제시했다. 리벤트로프와 몰로토프는 독일과 소련의 영향권역을 정하려고 했다. 히틀러는 독일의 핀란드의 자원 확보와 발칸반도에서의 소련 영향력 제거를 명목으로 몰로토프에게 소련이 남쪽으로 눈을 돌려 이란과 인도를 점령할 것을 권유하였다. 하지만 실제로는 히틀러가 소련이 추축국에 들어가는 것을 허용할 의도가 전혀 없었던 것으로 보인다. 히틀러는 내부 메모에서 "가까운 미래의 러시아의 태도를 명확히 하기 위한 정치적 대화가 시작되었다. 이 대화의 결과에 관계없이 이전에 구두로 명령한 동부에 관련된 모든 준비는 계속되어야 한다. 군대의 작전 계획의 기본 요소가 나에게 제출되고 내가 승인하는 즉시 [서면] 지시가 내려질 것이다." 라고 말했다. 다시 말해, 히틀러는 러시아와 장기 협정을 기대하지 않았고, 전쟁을 의도했다. 이 협상에 대한 히틀러의 명시적 목표는 바르바로사 작전을 시작하기 전 소련의 태도를 떠보는 것이었다.
소련은 이 협상에 진지하게 접근하여, 협정 체결을 의도하고 이를 성공시키기 위해 막대한 경제적인 양보를 할 의향이 있었다. 따라서  독일이 받아들일 법한 협약 조건을 제시했다.  몰로토프는 협정을 통해 핀란드의 독일 주둔군을 제거하고 발트 지방의 부동항을 확보하기를 원했다. 스탈린은 또한 불가리아와 유고슬라비아에 대한 소련의 영향력을 확보하기를 원했다.

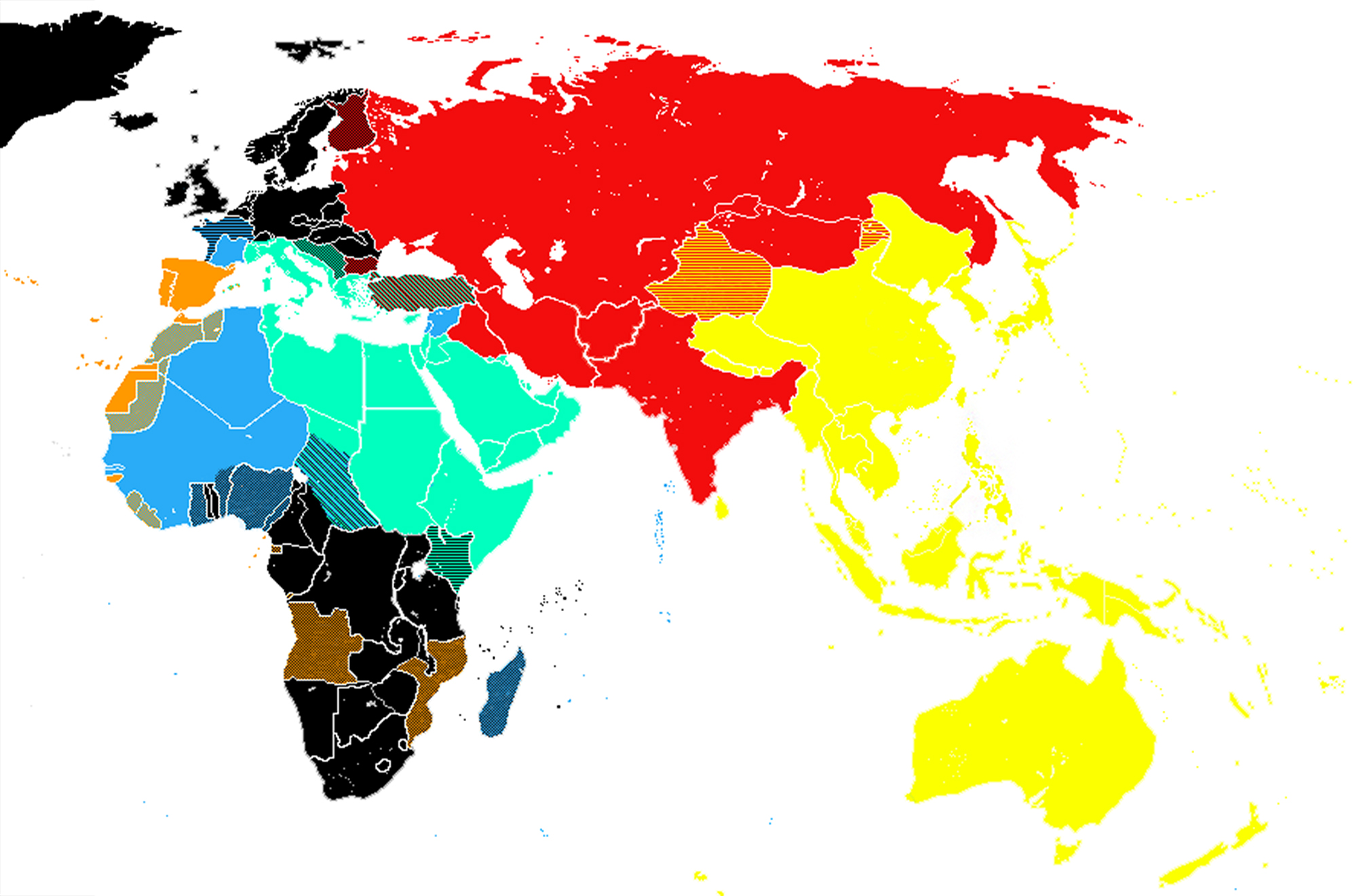
소련이 삼국 동맹에 가입할 경우 추축국 간의 세력 분할 지도. 비시 프랑스와 프랑코 스페인이 신질서의 회원국으로 추가되었다.

1940년 11월 25일 소련은 독일과의 동맹을 수용하는 대신 불가리아에 대한 소련의 영향력과 이라크 및 이란 주변 지역을 중심으로 하는 소련의 세력 보장을 포함하는 대안을 제시했다. 이 대안의 초안은 스탈린이 직접 작성한 것이었다. 독일은 이에 응답하지 않았고, 협상은 결렬되었다.
이 대안에 대해 히틀러는 군 수뇌부에게 스탈린이 "점점 더 많은 것을 요구하고 있다", "그는 냉혈한 공갈범이다", "러시아는 독일의 승리를 견디지 못하게 되었다" "가능한 빨리 러시아를 무릎 꿇려야 한다"고 말했다. 히틀러는 이미 1940년 7월에 소련을 침공하기로 결정했지만, 이로 인해 침공 계획이 가속된 듯하다. 독일은 이후 소련을 침공하며 독-소 불가침조약의 효력을 정지시켰다.